# Akakios Kachiaswilis
Akakios Kachiaswilis (gr. Ακακιοσ Κακιασβίλι; właściwie Kachi Kachiaszwili, gruz. კახი აშვილი; ur. 13 lipca 1969 w Cchinwali) – grecki sztangista urodzony w Gruzji. Trzykrotny złoty medalista olimpijski.
Pierwszy złoty medal wywalczył w Barcelonie w 1992, startował wówczas pod flagą Wspólnoty Niepodległych Państw. Wkrótce wyjechał do Grecji i na następnej olimpiadzie wystąpił już w barwach Grecji, zdobywając drugi złoty krążek. W Sydney wygrał po raz trzeci, wyprzedzając m.in. Szymona Kołeckiego. Trzy razy był mistrzem świata (1995, 1998 i 1999). Bił rekordy globu.

## Starty olimpijskie
Barcelona 1992
- kategoria do 90 kilogramów – złoto

Atlanta 1996
- kategoria do 99 kilogramów – złoto

Sydney 2000
- kategoria do 94 kilogramów – złoto

Ateny 2004
- kategoria do 94 kilogramów – niesklasyfikowany (trzy spalone próby w podrzucie)

## Imię
Jego gruzińskie imię i nazwisko to კახი კახიაშვილი [kʼaxi kʼaxiaʃvili] (w polskiej transkrypcji Kachi Kachiaszwili, w angielskiej Kakhi Kakhiashvili). Po grecku imię oddaje się jako Κάχι [ˈkaçi] (Kachi, Kakhi) lub Ακάκιος [aˈkacios] (Akakios, Akakios), zaś nazwisko jako Καχιασβίλι [ˈkaçiasˈvili] (Kachiaswili, Kakhiasvili) lub Κακιασβίλης [kaciasˈvilis] (Kakiaswilis, Kakiasvilis), a także Κακιασβίλι i Καχιασβίλης.